# Sicherheitskabinett
Das Sicherheitskabinett ist ein informelles Gremium der deutschen Bundesregierung, das im Bedarfsfall durch den Bundeskanzler einberufen wird, um Fragen der äußeren oder inneren Sicherheit zu erörtern. Neben dem Bundeskanzler gehören dem Gremium üblicherweise der Bundesaußenminister, der Bundesinnenminister, der Bundesverteidigungsminister, der Chef des Bundeskanzleramtes sowie der Vizekanzler, sofern dieser nicht eines der aufgeführten Ministerien vertritt (z. B. Lars Klingbeil seit Mai 2025), an. Daneben können bei Bedarf weitere Minister (beispielsweise die Justizministerin) und hochrangige Vertreter der Sicherheitsbehörden, wie des Bundesamtes für Verfassungsschutz (BfV), des Bundeskriminalamtes (BKA) und des Bundesnachrichtendienstes (BND) hinzugezogen werden.
Als informelle, gelegentlich einberufene Gesprächsrunde ist das Sicherheitskabinett vom Bundessicherheitsrat zu unterscheiden, der sich nur mit Rüstungsexporten befasst. Im Koalitionsvertrag der 21. Wahlperiode des Bundestages wurde vereinbart, einen Nationalen Sicherheitsrat als ständiges Kontroll- und Koordinationsgremium der deutschen Sicherheitspolitik zu etablieren, der das Sicherheitskabinett ab Mitte 2025 ersetzen soll.

## Einzelbelege
1. ↑  Das Politiklexikon 5. Auflage 2011 (Memento vom 19. Oktober 2012 im Internet Archive).
2. ↑  Teilnehmer am Sicherheitskabinett im März 2004.
3. ↑  Sarah Kohler: Sicherheitskabinett: Friedrich Merz kündigt Luftbrücke für Gaza an. In: zeit.de. 28. Juli 2025, abgerufen am 28. Juli 2025.
4. ↑  Statement des Kanzlers nach dem Sicherheitskabinett | Bundesregierung. Abgerufen am 11. August 2025.
5. ↑  Arndt Schmehl, Der Staat, Band 44 (2005), S. 470.